# Samba (canción de Camilo Sesto)
Samba es una canción del cantantautor español Camilo Sesto, escrita por Antonio de Dios y Camilo Blanes e incluida en su álbum Amaneciendo de 1980 y lanzada como sencillo en 1981, teniendo como lado B a «Amor a Plena Luz» en Ecuador  y a «Tres Veces No» en Perú y  el resto del mundo. La canción pertenece al género pop latino aunque a nivel de producción y también en parte armónicamente, tiene bastantes elementos de la música disco popular en los años 70, pese a que Camilo Sesto la lanzó en 1980 para su álbum Amaneciendo, y lanzada como sencillo a principios de los años 80, época en la que la música disco estaba perdiendo popularidad. 

## Créditos
- Escrita por Antonio de Dios y Camilo Blanes.
- Producida por Camilo Sesto
- D'arneill Pershing - Arreglos y dirección musical[6]
- Andrea Bronston, Susana de las Heras y Nina Swan - Coros[6]